# Jan Karpiel-Bułecka
Jan Bolesław Karpiel-Bułecka (ur. 24 czerwca 1956) – polski muzyk multiinstrumentalista, architekt, popularyzator folkloru górali podhalańskich.

## Życiorys
Urodził się w 1956 roku. Jego rodzicami byli Bolesław Karpiel-Bułecka, słynny skrzypek prymista i zbieracz nut podhalańskich oraz Zofia, występująca w zakopiańskim Zespole Klimka Bachledy. Jego pierwszym nauczycielem gry na skrzypcach był ojciec. Jest multiinstrumentalistą, gra na skrzypcach, dudach, piszczałkach pojedynczych i podwójnych, trombitach.
Z zawodu jest architektem. Ukończył studia na Politechnice Krakowskiej im. Tadeusza Kościuszki. Początkowo pracował w Pracowni Regionalnej Politechniki Krakowskiej w Zakopanem, gdzie zajmował się inwentaryzacją i ratowaniem zabytków budownictwa podhalańskiego. Obecnie prowadzi własną pracownię projektową.
Grał i śpiewał w Regionalnym Zespole im. Klimka Bachledy w Zakopanem, w czasach studenckich występował w Studenckim Zespole Góralskim „Skalni”. Jest założycielem i prymistą kapeli „Zakopiany”.
Jan Karpiel-Bułecka prezentuje i promuje góralską muzykę podczas wielu koncertów w Polsce i Europie. Współpracował przy organizacji najważniejszych imprez folklorystycznych, m.in. Międzynarodowego Festiwalu Folkloru Ziem Górskich w Zakopanem, Tygodnia Kultury Beskidzkiej w Żywcu, Festiwalu w Nitrze na Słowacji (był prezenterem koncertów oraz jurorem w konkursach). Jest inicjatorem i organizatorem znanych imprez muzycznych „Muzykanckie Zaduski”, „Dudarskie Ostatki”, „Muzyka Karpat”.

## Nagrody i wyróżnienia
- 1988: laureat Nagrody im. Stanisława Wyspiańskiego – za wybitne osiągnięcia w dziedzinie twórczości ludowej
- 2000: Nagroda im. Oskara Kolberga dla zespołu „Zakopiany”
- 2007: Nagroda im. Oskara Kolberga[3]